# 루프트한자 시티항공
루프트한자 시티라는 브랜드인 루프트한자 시티 항공은 독일 지역 항공사 스타트업이자 루프트한자의 자회사이다. 2024년 여름에 운영을 시작할 것으로 예상된다.

## 취항지
루프트한자 시티 항공은 2024년에 6개의 국내 및 2개의 유럽 목적지로 루프트한자 시티라는 브랜드 이름을 사용하여 모회사 루프트한자의 노선 네트워크 내에서 운영을 시작할 것이라고 발표했다.
| 국가   | 도시         | 공항              | 노트      | 각주  |
| ------ | ------------ | ----------------- | --------- | ----- |
| 프랑스 | 보르도       | 보르도 공항       |           | [ 3 ] |
| 독일   | 뒤셀도르프   | 뒤셀도르프 공항   |           |       |
| 독일   | 프랑크푸르트 | 프랑크푸르트 공항 | 허브 공항 |       |
| 독일   | 함부르크     | 함부르크 공항     |           | [ 3 ] |
| 독일   | 하노버       | 하노버 공항       |           |       |
| 독일   | 뮌헨         | 뮌헨 공항         | 허브 공항 | [ 4 ] |
| 영국   | 버밍엄       | 버밍엄 공항       |           |       |

## 보유 기종
| 항공기            | 보유대수 | 주문대수 | 좌석수 | 비고                                     |
| ----------------- | -------- | -------- | ------ | ---------------------------------------- |
| 에어버스 A220-300 | —        | 40       | TBA    | 20대 옵션 주문을 2026년까지 완료될 예정. |
| 에어버스 A319-100 | 4        | -        | TBA    | 유로윙스 출신 항공기                     |
| 에어버스 A320neo  | 1        | -        |        | 루프트한자 시티라인 출신 항공기          |
| 합계              | 5        | 40       |        |                                          |